# ألفارو لويس تافاريس فييرا
ألفارو لويس تافاريس فييرا هو لاعب كرة قدم برازيلي في مركز الهجوم، ولد في 10 مارس 1995 في ساو باولو في البرازيل. لعب مع FC Lviv ‏.

## وصلات خارجية
- ألفارو لويس تافاريس فييرا على موقع اتحاد أوكرانيا (الإنجليزية)
- ألفارو لويس تافاريس فييرا على موقع قاعدة بيانات كرة القدم.إي يو (الإنجليزية)
- ألفارو لويس تافاريس فييرا على موقع Soccerway.com (الإنجليزية)